# The Bank (pel·lícula de 1915)
The Bank és una pel·lícula muda escrita i dirigida per Charles Chaplin i protagonitzada per ell mateix i Edna Purviance. Desena pel·lícula de Chaplin per als Essanay Studios i per alguns crítics la millor d'aquesta època juntament amb The Tramp (1915). El personatge de Charlot ja hi avança com serà en l'època posterior en la productora Mutual. El film no té pas els elements còmics com altres obres d'aquesta època i sembla que Chaplin volgués experimentar altres temes com el heroisme melodràmatic. La pel·lícula es va estrenar el 9 d'agost de 1915.

## Argument
Charlie entra molt orgullós a treballar al banc. Baixa als soterranis on hi ha la caixa forta i amb tota la patxoca obre la combinació i dins la caixa hi penja l'abric, en treu el pal de fregar i la galleda i es posa un uniforme… és un conserge. La seva feina és tenir el banc ben net. Després que amb un altre conserge provoqui diversos embolics, ell amb el pal de fregar i l'altre amb l'escombra, troba un paquet que conté una corbata de regal amb una nota escrita per la secretària que diu: «A Charles amb amor, Edna».
Charlie arriba a la falsa conclusió que Edna n'està enamorada sense adonar-se que el paquet està destinat a un altre Charles: el caixer. Aleshores pren una petit pom de roses i les col·loca amb tot l'amor a la taula d'Edna. Quan aquesta s'adona que són del conserge, fredament les llença a la paperera i a Charlie, que n'és testimoni, se li trenca el cor. Aleshores, somia que un venedor de bons al qual el director no ha volgut fer cas, juntament amb una colla de lladres, volen atracar el banc. Edna i el caixer enamorat són sorpresos quan es disposen a posar tot de saques de diners a la caixa forta i ell, per escapar dels lladres, fa caure Edna a terra. Charlie desbarata el robatori i rescata Edna quan és a punt de ser tancada dins la caixa forta. Quan la policia s'endú els lladres el director felicita Charlie i aleshores, en quedar-se sol amb Edna, es disposa a fer-li un petó. En aquell precís moment però es desperta: Charlie fa un petó al pal de fregar mentre que Edna i el seu xicot festegen al peu de l'escala.

## Repartiment
- Charles Chaplin (Charlie, un conserge)
- Edna Purviance (Edna, la secretària)
- Carl Stockdale (Charles, el caixer)
- Billy Armstrong (un altre conserge)
- Charles Inslee (president del banc)
- Leo White (empleat)
- Fred Goodwins (caixer calb/lladre)
- John Rand (lladre/venedor)
- Lloyd Bacon (lladre)
- Frank J. Coleman (lladre)
- Paddy McGuire (caixer de l’abric blanc)
- Wesley Ruggles (client del banc)
- Carrie Clark Ward (clienta del banc)
- Lawrence A. Bowes (venedor de bons)